# Грахово
Гра́хово — село в Удмуртии, на реке Адамка. Административный центр Граховского района. С 1850 года — административный центр Граховской волости Елабужского уезда Вятской губернии, с 1921 года — село Грахово Можгинского уезда Вотской АО, с июля 1929 года — село Грахово Граховского района ВАО, с 1 января 1932 года — Удмуртской АО, с 28 декабря 1934 года — Удмуртской АССР.

## История
Будущее село основано в 1813 году русскими переселенцами из деревни Хлыстово — Ефимом Осиповичем Граховым и его сыновьями Егором, Григорием, Николаем, Александром и Семёном. Указом от 31 марта 1836 года деревенская часовня, построенная на средства Ефима Осиповича, превращена в церковь и освящена во имя явления Казанской иконы Божьей Матери. В 1850 году административный центр Макан-Пельгинской волости был перенесён из деревни Макан-Пельга в село Грахово (волость также переименовывается на Граховскую), к 1859 году население села насчитывало — 25 дворов и 293 жителя обоего пола. В 1869 году престол тёплой церкви упразднён, в церкви остался один престол — Христорождественский.
В 1842 году при церкви была открыта церковно-приходская школа, а в 1884 году училища-школы для мужского и женского населения. В 1872 году в селе построена больница. Строительство земской больницы осуществлено выпускником медицинского факультета Казанского университета Н. М. Селюгиным (некоторые деревянные строения того времени используются и по сей день). Во время вспышки сыпного тифа Н. М. Селюгин ездил по деревням, создавая временные стационары, обучая население методам лечения от этой болезни, и смертельно заразился сам. Похоронен на кладбище Христорождественской церкви.

## Население
| 1959  | 1970  | 1979  | 1989  | 2002  | 2010  | 2012  |
| ----- | ----- | ----- | ----- | ----- | ----- | ----- |
| 2039  | ↗2206 | ↗2950 | ↗3350 | ↗3438 | ↘3226 | ↘3207 |
| 2013  | 2014  | 2015  | 2016  | 2017  | 2018  | 2019  |
| ↘3206 | ↗3253 | ↘3225 | ↘3177 | ↘3130 | ↘3102 | ↘3057 |
| 2020  | 2021  |       |       |       |       |       |
| ↘3016 | ↗3458 |       |       |       |       |       |

Национальный состав
По данным Всероссийской переписи населения 2010 года.
| Национальная принадлежность                              | Численность, чел. | Доля от всего населения, % |
| -------------------------------------------------------- | ----------------- | -------------------------- |
| русские                                                  | 1 929             | 59,8 %                     |
| удмурты                                                  | 706               | 21,9 %                     |
| татары                                                   | 162               | 5,0 %                      |
| марийцы                                                  | 158               | 4,9 %                      |
| чуваши                                                   | 93                | 2,9 %                      |
| армяне                                                   | 25                | 0,8 %                      |
| узбеки                                                   | 18                | 0,6 %                      |
| украинцы                                                 | 12                | 0,4 %                      |
| башкиры                                                  | 11                | 0,3 %                      |
| другие (в т.ч. не указавшие национальную принадлежность) | 189               | 5,9 %                      |

## Объекты социальной сферы
- МБОУ «Граховская средняя общеобразовательная школа» имени А.В. Марченко — 60 учителей и 518 учеников[22]
- Центральная районная больница
- РДК «Лидер»
- МУДОД Граховская школа искусств
- Районный музей имени Ашальчи Оки
- Центр социального обслуживания населения
- МДОУ «Детский сад № 1 с. Грахово»
- Граховская центральная районная библиотека
- Детская библиотека
- Детская спортивная школа

## Экономика
- ООО «Агро» — сельское хозяйство
- Дорожное управление
- МУП «Жилкоммунсервис»
- ГП «Граховский лесхоз»
- ОАО «Ремстройбыт»
- Граховский участок ОАО «Можгагаз»
- ООО «Грахово-Керамика» — производство кирпича
- ПО «Хлеб» — производство хлеба, кондитерских изделий, колбасы
- Граховский Молокоприёмный пункт ОАО «Можгасыр»
- АУ УР "Редакция Граховской районной газеты «Сельская новь»

## Транспорт
Автобусные маршруты:
- Междугородные маршруты: Ижевск (через Алнаши), Кизнер (из Набережных Челнов), Можга (через Алнаши и Бемыж), Набережные Челны (из Кизнера).
- Пригородные маршруты: Макарово, Мамаево, Мишкино, Нижние Юраши, Новогорское, Старая Игра, Старые Ятчи[23].

## Улицы
| - Улица 50 лет победы - Улица 70-летия Октября - Улица Азина - Улица Ачинцева - Аэродромная улица - Береговая улица - Больничная улица - Улица Гагарина - Дорожная улица - Заречная улица - Заречный переулок | - Улица Колпакова - Улица Комарова - Кооперативная улица - Лесхозный переулок - Луговая улица - Мелиоративная улица - Молодёжная улица - Улица Муфтеева - Набережная улица - Нижняя улица - Новая улица | - Октябрьский переулок - Первомайская улица - Пионерская улица - Промкомбинатовская улица - Садовая улица - Советская улица - Спортивная улица - переулок Строителей - Цветочная улица - Улица Чапаева - Юбилейная улица - Полевая улица - Майская улица |